# Josef Landlinger
Josef Landlinger (* 27. August 1919 in Hohenzell; † 21. Dezember 1996 in St. Marienkirchen am Hausruck) war ein österreichischer Landwirt und Politiker (ÖVP). Er war von 1977 bis 1984 Abgeordneter zum Oberösterreichischen Landtag.

## Leben
Josef Landlinger wurde am 27. August 1919 als unehelicher Sohn von Johann Landlinger und Anna Frannhuber (* 2. Dezember 1892), einer ledigen Bauerstochter, in Hohenzell geboren und wuchs in Dürngrub auf. Sein Großvater mütterlicherseits war der Bauer Josef Frannhuber, Besitzer des Wagnergutes in Höranden, und seine Großmutter mütterlicherseits war Anna (geborene Kinlsteiger). Sein Großvater väterlicherseits war Johann Landlinger und seine Großmutter väterlicherseits war Anna (geborene Hörandner).
1946 gehörte er zu den Gründungsmitgliedern der ÖVP Hohenzell. 1947 zog er nach St. Marienkirchen am Hausruck, wo er ab 1949 Gemeinderat war. 1955 übernahm er die Leitung der ÖVP-Ortsgruppe; von 1961 bis 1979 war er zudem Bürgermeister.
Daneben war Landlinger ab 1965 Bezirksobmann des Bauernbundes Ried sowie Mitglied der Landesleitung des Oberösterreichischen Bauernbundes. Zwischen 1949 und 1961 gehörte er der Vollversammlung der Landwirtschaftskammer an; ab 1967 war er Bezirksobmann der Landwirtschaftskammer Ried.
1977 rückte Landlinger für den zurückgetretenen Landeshauptmann Erwin Wenzl in den Oberösterreichischen Landtag nach, dem er bis 1984 angehörte.
Landlinger war verheiratet und hatte fünf Kinder.

## Auszeichnungen
- 1972: Berufstitel Ökonomierat
- 1987: Silbernes Ehrenzeichen des Landes Oberösterreich
- 1987: Goldenes Ehrenzeichen für Verdienste um die Republik Österreich
- Ehrenbürgermeister der Gemeinde St. Marienkirchen am Hausruck